# Tours
Tours (/tʊər/ TOOR, francosko: [tuʁ]) je eno največjih mest v regiji Centre-Val de Loire v Franciji. Je prefektura departmaja Indre-et-Loire. Občina Tours je imela leta 2018 136.463 prebivalcev, medtem ko je bilo prebivalstvo celotnega metropolitanskega območja 516.973.
Tours leži ob spodnjem toku Loare, med Orléansom in atlantsko obalo. Prej imenovan Caesarodunum po ustanovitelju, rimskem cesarju Avgustu, ima enega največjih amfiteatrov Rimskega cesarstva, Tourski amfiteater. Znan po bitki pri Toursu leta 732 našega štetja, je nacionalno svetišče s povezavami z Merovingi in Karolingi, pri čemer so Kapetingi uvedli valuto kraljestva Livre tournois. Sveti Martin, Gregor iz Toursa in Alkuin so bili vsi iz Toursa. Tours je bil nekoč del Touraine, nekdanje francoske province. Tours je bil prvo mesto industrije svile. Želel si ga je Ludvik XI., kraljeva prestolnica pod kralji rodbine Valois s svojimi gradovi in dvorci in mesto umetnosti s šolo Tours. Prefektura je bila delno uničena med francoskimi verskimi vojnami v poznem 18. stoletju in ponovno junija 1940.
Belo in modro mesto ima zgodovinsko središče, registrirano pri Unescu, in je dom Vieux-Tours, dediščine. Vrtno mesto ima zeleno dediščino in urbano krajino, na katero močno vpliva njegov naravni prostor. Zgodovinsko mesto z vzdevkom Le Petit Paris in njegova regija sta bila zaradi svoje zgodovine in kulture vedno rojstna dežela ali gostiteljica številnih osebnosti, mednarodnih športnih dogodkov in je univerzitetno mesto z več kot 30.000 študenti v letu 2019. Je priljubljeno kulinarično mesto s specialitetami, kot so: rillettes, rillons, vinogradi Touraine, siri AOC Sainte-Maure-de-Touraine in nugati. Mesto je tudi končna točka vsakoletne kolesarske dirke Pariz–Tours.

## Zgodovina
V galskih časih je bil Tours pomemben prehod čez reko Loaro. V 1. stoletju našega štetja je postalo del Rimskega cesarstva in je dobilo ime Caesarodunum (Cezarjev hrib). Ime se je razvilo v 4. stoletju, ko je prvotno galsko ime Turones postalo Civitas Turonum in nato Tours. V tem času je bil zgrajen Tourski amfiteater.
Tours je postal metropola v rimski provinci Lugdunum proti 380–388 n. št., ki je prevladoval nad Maine, Bretanjo in dolino Loare. Ena pomembna osebnost v mestu je bil sveti Martin iz Toursa, škof, ki je svoj plašč delil z golim beračem v Amiensu. Zaradi pomena Martina na srednjeveškem krščanskem zahodu je bil Tours in njegov položaj na romarski poti v Santiago de Compostela glavno središče v srednjem veku.

### Srednji vek
V 6. stoletju je Gregor iz Toursa, avtor Desetih knjig zgodovine, obnovil stolnico, ki jo je uničil požar leta 561. Samostan sv. Martina je imel koristi od svojega začetka v 6. stoletju in to od pokroviteljstva in podpore frankovskega kralja Klodvika I., kar je močno povečalo vpliv svetnika, opatije in mesta v Galiji. V 9. stoletju je bil Tours v središču karolinškega preporoda, zlasti zaradi Alkuina, opata samostana Marmoutier.
Leta 732 sta Abdul Rahman Al Ghafiqi in vojska muslimanskih jezdecev iz Al Andaluza napredovala 500 kilometrov globoko v Francijo in pri Moussais-la-Bataille (sodovni Vouneuil-sur-Vienne)  (med Châtelleraultom in Poitiersom) sta jih ustavila Karel Martel in njegova pehota. To je sprožilo bitko pri Toursu. Muslimanska vojska je bila poražena, kar je preprečilo islamsko osvajanje Francije.
Leta 845 je Tours odbil prvi napad vikinškega poglavarja Hasteina. Leta 850 so se Vikingi naselili ob izlivih Sene in Loare. Še vedno pod vodstvom Hasteina so se leta 852 znova povzpeli na reko Loaro in oplenili Angers, Tours in samostan Marmoutier.
V srednjem veku je bil Tours sestavljen iz dveh nasproti postavljenih središč. Mesto na vzhodu, naslednik poznorimskega kastruma, je bilo sestavljeno iz stolnice in palače nadškofov ter gradu Tours. Grad Tours je deloval kot sedež oblasti grofov Toursa (kasneje grofov Anžu) in francoskega kralja. Na zahodu je bilo novo mesto, zgrajeno okoli opatije svetega Martina, v 10. stoletju osvobojeno nadzora mesta (proti letu 918 je bila zgrajena ograja) in postalo Châteauneuf. Ta prostor, organiziran med Saint Martinom in Loaro, je postal gospodarsko središče Toursa. Med tema dvema središčema so bili Varennes, vinogradi in polja, le malo poseljena, razen opatije Saint-Julien, ustanovljene na bregovih Loare. Središči sta bili povezani v 14. stoletju.
Tours je postal glavno mesto grofije Tours ali Touraine, ozemlja, ki je bilo v hudih sporih med grofi Blois in Anjou – slednji so zmagali v 11. stoletju. Bilo je glavno mesto Francije v času Ludvika XI., ki se je naselil v gradu Montils (danes grad Plessis v La Richeju). Tours in Touraine sta ostala stalna rezidenca kraljev in dvora do 16. stoletja. Ponovno rojstvo je Toursu in Tourainu dalo veliko zasebnih dvorcev in gradov, ki so bili do neke mere združeni pod splošnim imenom Châteaux of the Loire. V času Ludvika XI. je bila uvedena tudi industrija svile – kljub težavam je industrija preživela do danes.

### 16.–18. stoletje
Karel IX. je šel skozi mesto v času svojega kraljevega potovanja po Franciji med letoma 1564 in 1566 v spremstvu dvora in različnih plemičev: njegovega brata vojvoda Anžujskega, Henrika Navarskega, kardinalov Bourbonov in Lorraine. V tem času so se katoličani vrnili na oblast v Angersu: spremljevalec je prevzel pravico do imenovanja svetnikov. Šentjernejska noč se v Toursu ni ponovila. Protestante so zaprli svetniki – ukrep, ki je preprečil njihovo iztrebljanje. Trajna vrnitev dvora v Pariz in nato v Versailles je pomenila začetek počasnega, a trajnega propadanja. Guillaume the Metayer (1763–1798), znan kot Rochambeau, znani protirevolucionarni vodja Mayenna, je bil ustreljen v Toursu.

### 19.–20. stoletje
Prihod železnice v 19. stoletju je rešil mesto, saj je postalo pomembno vozlišče. Glavna železniška postaja je znana kot Tours-Saint-Pierre-des-Corps. Takrat se je Tours širil proti jugu v okrožje, znano kot Prébendes. Pomen mesta kot komunikacijskega središča je prispeval k njegovi oživitvi in z napredovanjem 20. stoletja je Tours postal dinamično somestje, gospodarsko usmerjeno v storitveni sektor.

#### Prva svetovna vojna
Mesto je močno prizadela prva svetovna vojna. Leta 1917 je prispelo 25.000 ameriških vojakov, ki so v Augustinsu postavili tekstilne tovarne za izdelavo uniform, popravljalnice vojaške opreme, odlagališča streliva, vojaško pošto in ameriško vojaško bolnišnico. Zaradi tega je Tours postal garnizijsko mesto s stalnim generalštabom. Na ameriško prisotnost se danes spominja most Woodrowa Wilsona čez Loaro, ki je bil uradno odprt julija 1918 in nosi ime predsednika ZDA (vladal 1913 do 1921]]. Tri ameriške eskadrilje letalstva, vključno z 492. na letališču Parçay-Meslay, njihovo osebje pa aktivno sodeluje v življenju mesta. Američani so paradirali na pogrebih in podelitvah za Croix de Guerre; sodelovali so tudi na festivalih in njihov YMCA je organiziral predstave za vojake. Nekateri moški so se poročili z ženskami iz Toursa.
Leta 1920 je mesto gostilo kongres v Toursu, na katerem je bila ustanovljena francoska komunistična partija.

#### Druga svetovna vojna
Tours je zaznamovala tudi druga svetovna vojna, saj je mesto leta 1940 doživelo veliko uničenje. Štiri leta je bilo mesto vojaških taborov in utrdb. Od 10. do 13. junija 1940 je bil Tours začasni sedež francoske vlade pred selitvijo v Bordeaux.
Nemške zažigalne bombe so povzročile velik požar, ki je od 20. do 22. junija ušel izpod nadzora in uničil del mestnega središča. Nekatere arhitekturne mojstrovine 16. in 17. stoletja so bile izgubljene, prav tako monumentalni vhod v mesto. Wilsonov most, ki je nosil vodovod, ki je oskrboval mesto, je bil miniran, da bi upočasnil napredovanje Nemcev. Ker je bil vodovod prekinjen, nihče ni mogel pogasiti pekla, zato prebivalcem ni preostalo drugega, kot da pobegnejo na varno. Močnejši zračni napadi zavezniških sil so leta 1944 opustošili območje okoli železniške postaje in povzročili več sto smrti.

#### Povojni razvoj
Še pred koncem vojne je bil sprejet načrt za obnovo mestnega jedra, ki ga je izdelal lokalni arhitekt Camille Lefèvre. Načrt je bil, da bi okoli glavne ceste (la rue Nationale), ki so jo razširili, postavili 20 majhnih štirikotnih blokov. Ta običajna postavitev je poskušala ponoviti, a poenostaviti arhitekturo iz 18. stoletja. Pierre Patout je leta 1945 nasledil Lefèvreja kot arhitekta, zadolženega za obnovo. Nekoč se je govorilo o rušenju južne strani ulice Nationale, da bi jo uskladili z novim razvojem.
Novejšo zgodovino Toursa zaznamuje osebnost Jeana Royerja, ki je bil 36 let župan in je pomagal rešiti staro mesto pred rušenjem z ustanovitvijo enega prvih ohranitvenih območij. Ta primer politike ohranjanja je kasneje navdihnil Malrauxov zakon za zaščito zgodovinskih mestnih središč. V 1970-ih je Jean Royer mesto razširil tudi proti jugu, tako da je preusmeril tok reke Cher, da bi ustvaril okrožji Rives du Cher in des Fontaines. Takrat je bil to eden največjih urbanističnih posegov v Evropi. Leta 1970 je bila ustanovljena Univerza Françoisa Rabelaisa; je osredotočena na breg Loare v središču mesta in ne – kot je bila takrat praksa – v kampusu v predmestju. Za slednjo rešitev se je odločila tudi pobratena univerza Orleans. Vendar pa Royerjevo dolgo županovanje ni bilo brez kontroverznosti, kar ponazarja izgradnja praktične – a estetsko neprivlačne – avtoceste, ki poteka vzdolž struge nekdanjega kanala le 1500 metrov od stolnice. Drugo jabolko spora je bil originalni kongresni center Vinci Jeana Nouvela. Ta projekt je povzročil dolgove, čeprav je vsaj naredil Tours enega glavnih francoskih konferenčnih centrov.
Jean Germain, član socialistične stranke, je leta 1995 postal župan in zmanjšanje dolga je postavil za svojo prednostno nalogo. Deset let kasneje je njegovo gospodarsko vodenje zaradi vrnitve finančne stabilnosti mesta veljalo za veliko modrejšega od njegovega predhodnika. Vendar je občinska opozicija kritizirala dosežke Jeana Germaina zaradi pomanjkanja ambicij. V njegovem dvojnem mandatu ni bilo začetih velikih gradbenih projektov. Temu stališču oporekajo oblastniki, ki zatrjujejo svojo politiko osredotočenosti na kakovost življenja, kar dokazujejo urbana obnova, razvoj javnega prometa in kulturnih dejavnosti.

## Geografija
Mesto leži v nekdanji francoski provinci Touraine med rekama Loaro na severu in Cher na jugu. V dolini Loare je mesto Tours nekoliko netipično. Približno šest kilometrov vzhodno od mesta, v kraju Rochepinard v občini Montlouis-sur-Loire, apnenčasta planota, ki ločuje dolino Loare na severu in dolino Cher na jugu, izgine in se umakne mestu velika navadna aluvialna ravnina (ki poteka približno dvajset kilometrov do dejanskega sotočja pri Villandryju). Širina glavne struge se poveča od 2,5 km nasproti vasi Montlouis-sur-Loire do več kot 4 km pri Ville-aux-Dames.
Leži na eni od romarskih poti v Santiago de Compostelo z začetkom v Parizu (Via Turonensis); vzdolž nje poteka glavna mestna avenija, Rue Nationale.
Tours je del jugozahodnega dela [[Pariška kotlina|Pariške kotline]g. Med drugim je sestavljen iz krede in peska, značilnih za kredo, in je v coni seizmičnosti 2 (nizka). To je sedimentni bazen, zgrajen iz naloženih plasti morskega ali celinskega izvora, ki ležijo na kopnem iz predkambrija in primarne dobe. Tours ima najmanjšo nadmorsko višino 44 m in največjo 109 m, povprečna nadmorska višina je 77 m, mestna hiša pa okoli 52 m.
Središče mesta z dvema otokoma Île Simon in Île Aucard je vzhodno od izliva reke Cher v Loaro. Obe reki tečeta skozi mesto vzporedno druga ob drugi, približno tri kilometre narazen. Severni breg Loare s četrtjo Saint-Symphorien je le redko razvit.
V reki Cher leži veliko večji otok Île Honoré de Balzac. V 17. stoletju je bilo pred Toursom pet otokov, ki so bili kasneje z razvojem mesta med seboj odstranjeni ali povezani.
Podnebje v Toursu je podobno podnebju velikega zahodnega dela Francije: zmerno oceansko podnebje, za katerega so značilne predvsem temperature, ki redko dosežejo ekstreme. Zaradi oddaljenosti okoli 200 km od atlantske obale, od koder prihaja večina ciklonov, ki zagotavljajo vlago, je »degradirano«: manj dežja, izrazitejše temperaturne razlike med letnimi časi, ko se človek odmika proti vzhodu.
Zaradi svoje lege v glavni strugi Loare in Cher in kljub zgrajenim preventivnim razvojem (južni nasipi na Loari, sever na Cher; nasip sever-jug med Toursom in Saint-Pierre-des-Corps na lokaciji nekdanjega povezovalnega kanala Cher-Loire in sedanje A10), je velika večina medrečnega sektorja mesta (vse razen četrti izpred 19. stoletja, ki ustrezajo »zgodovinskemu hipercentru«) izpostavljena nevarnost poplav v primeru ekstremnih poplav Loare in Cher. Te grozeče poplave imajo stoletno verjetnost, to je povprečni statistični pojav enkrat na sto let v celotnem proučevanem statističnem obdobju. Vendar pa vsako leto v zimskem obdobju pride do manj ekstremnih poplav Loare.

## Uprava
Sedež v Toursu imajo:
- občinski svet občine Tours;
- Metropolitanski svet Tours Métropole Val de Loire;
- svet departmaja Indre-et-Loire;
- tam so tudi regionalne službe za regijo Centre-Val de Loire (deljene z Orléansom, kjer zaseda regionalni svet);
- Francoske državne službe za departma Indre-et-Loire (prefektura).

Kantoni Toursa so upravne enote departmaja Indre-et-Loire v osrednji Franciji. Od reorganizacije francoskega kantona, ki je začela veljati marca 2015, je mesto Tours razdeljeno na 4 kantone. Njihov sedež je v Toursu.
| Ime     | Št. prebivalcev (2019) | kantonalna koda |
| ------- | ---------------------- | --------------- |
| Tours-1 | 41.158                 | 3715            |
| Tours-2 | 32.527                 | 3716            |
| Tours-3 | 30.986                 | 3717            |
| Tours-4 | 32.416                 | 3718            |

Okrožje Tours je okrožje v departmaju Indre-et-Loire v regiji Centre-Val de Loire. Ima 54 občin. Njegovo prebivalstvo šteje 384.117 (2016), njegova površina pa 1.087,6 km². Zaradi reorganizacije francoskih kantonov, ki je začela veljati leta 2015, meje kantonov niso več povezane z mejami okrožij. Kantoni okrožja Tours so bili od januarja 2015:
1. Amboise
2. Ballan-Miré
3. Bléré
4. Chambray-lès-Tours
5. Château-la-Vallière
6. Château-Renault
7. Joué-lès-Tours-Nord
8. Joué-lès-Tours-Sud
9. Luynes
10. Montbazon
11. Montlouis-sur-Loire
12. Neuillé-Pont-Pierre
13. Neuvy-le-Roi
14. Saint-Avertin
15. Saint-Cyr-sur-Loire
16. Saint-Pierre-des-Corps
17. Tours-Centre
18. Tours-Est
19. Tours-Nord-Est
20. Tours-Nord-Ouest
21. Tours-Ouest
22. Tours-Sud
23. Tours-Val-du-Cher
24. Vouvray

## Zanimivosti
Tours je uvrščen na seznam francoskih umetnostno-zgodovinskih mest. V 1960-ih so po Malrauxovih zakonih pričeli s programom obnove, v okviru katerega je bilo rekonstruirano starodavno mestno jedro. Stari del mesta, La Vieux Tours, je danes eno od največjih zaščitenih območij zgodovinskega pomena v Evropi. Omejujejo ga Loara na severu, rue des halles na jugu, rue de la Victoire na zahodu in novi del mesta na vzhodu.
- grad - muzej Château de Tours, zgrajen v 11. stoletju,
- Tourska stolnica, posvečena prvemu mestnemu škofu sv. Gacijanu (Saint Gatien). Njena gradnja se je začela okoli leta 1170 in je nadomestila predhodno, ki je pogorela 1166 ob sporu med Ludvikom VII. in Henrikom II. Dokončana je bila v 16. stoletju. Ob njej stojita samostan Psalette in nekdanja nadškofijska palača.
- Na vrtu te palače (sedaj Muzej umetnosti) raste velikanska cedra, posajena v času Napoleona.
- neobizantinska bazilika sv. Martina iz 20. stoletja,
- nekdanja benediktinska opatija s cerkvijo sv. Julijana,
- stolp Karla Velikega, urni stolp, ostanek nekdanjega kolegija sv. Martina iz 13. stoletja,
- Muzej lepih umetnosti, nekdanja nadškofijska palača,
- Rue Colbert, v srednjem veku glavna mestna ulica, s hišami z lesenim ogrodjem iz 15. in 16. stoletja; nanjo se med drugim navezuje prehod Coeur Navré, po katerem so vodili obsojence na smrt proti trgu place Foire le Roi.
- Place Plumereau, osrednji trg starega mestnega jedra,
- Académie des sciences, arts et belles-lettres de Touraine, ustanovljena leta 1761,
- arheološka družba Société archéologique de Touraine, ustanovljena 1840.

## Šport
- V mestu je po javnih cestah v sezoni 1923 potekala dirka za Veliko nagrado Francije, na kateri je zmagal britanski dirkač Henry Segrave s Sunbeamom.
- mesto je prizorišče vsakoletne mednarodne kolesarske dirke profesionalcev Pariz-Tours,
- moški odbojkarski klub Tours Volley-Ball, ustanovljen leta 1988, zmagovalec evropske Lige prvakov 2005, državni prvak 2004 in 2010,
- nekdanji hokejski klub Association des sports de glace de Tours, ustanovljen leta 1972, ukinjen 2010, prvak Francije leta 1980.

## Znani meščani
- Sveti Martin, škof (316–397)
- Jean Fouquet, slikar (1420–1481)
- Philippe Néricault Destouches, dramatik, diplomat in akademik (1680–1754)
- Honoré de Balzac, pisatelj (1799–1850)
- Victor Laloux, arhitekt (1850–1937)

## Pobratena mesta
Tours je pobraten z:
- Mülheim, Nemčija, od 1962
- Segovia, Španija, od 1972
- Parma, Italija, od 1976
- Luoyang, Kizajska, od 1982
- Trois-Rivières, Kanada, od 1987
- Takamacu, Kagava, Japonska, od 1988
- Brașov, Romunija, od 1990
- Minneapolis, Minnesota ZDa, od 1991

Ima tudi pogodbo o sodelovanju z:
- Saratov, Rusija, od 2003
- Szombathely Madžarska, od 2003
- Settat, Maroko, od 2002
- Marakeš, Maroko, od 2003